# St Paul’s Church (Birmingham)

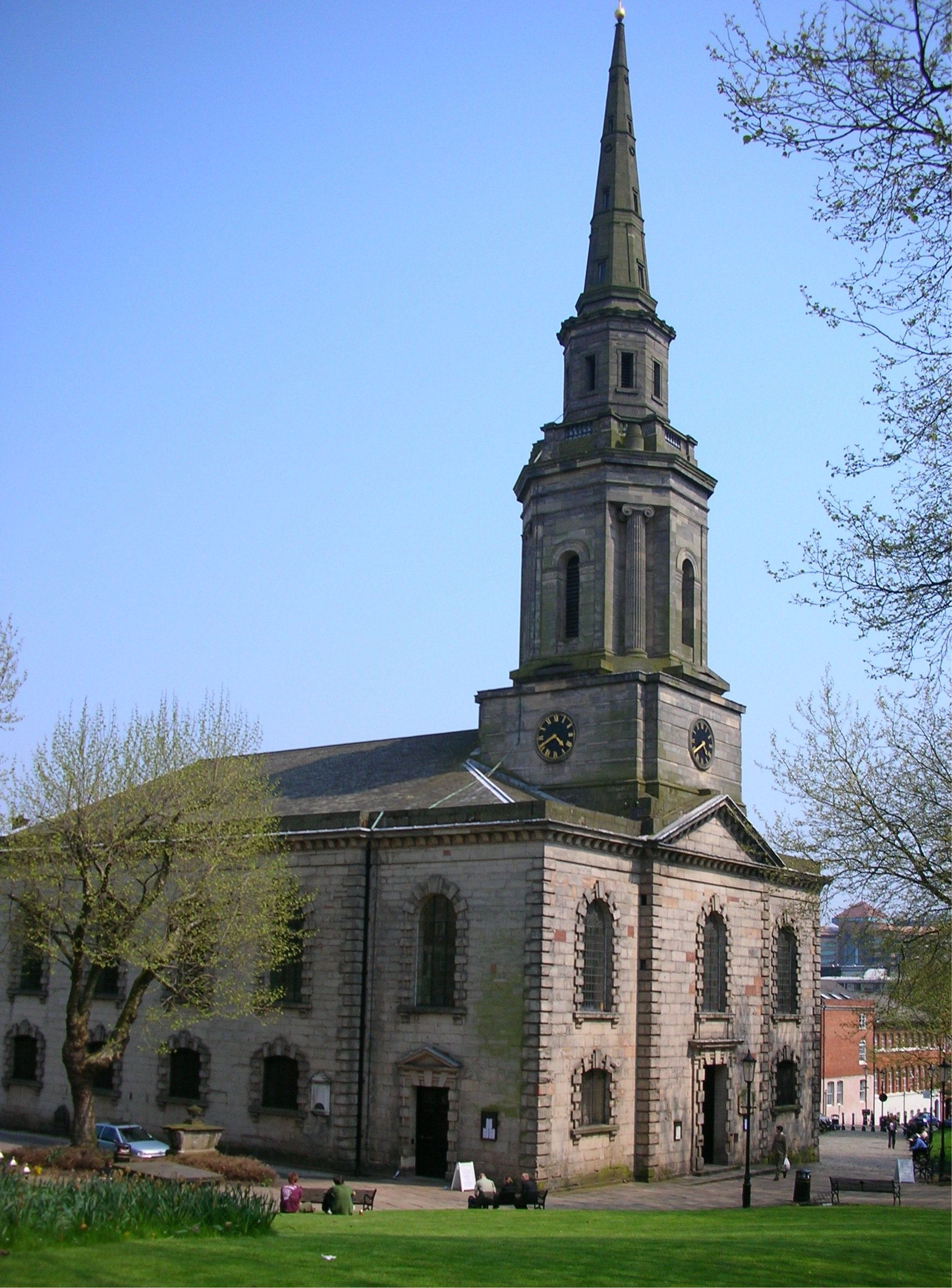
St Paul's Church in Birmingham

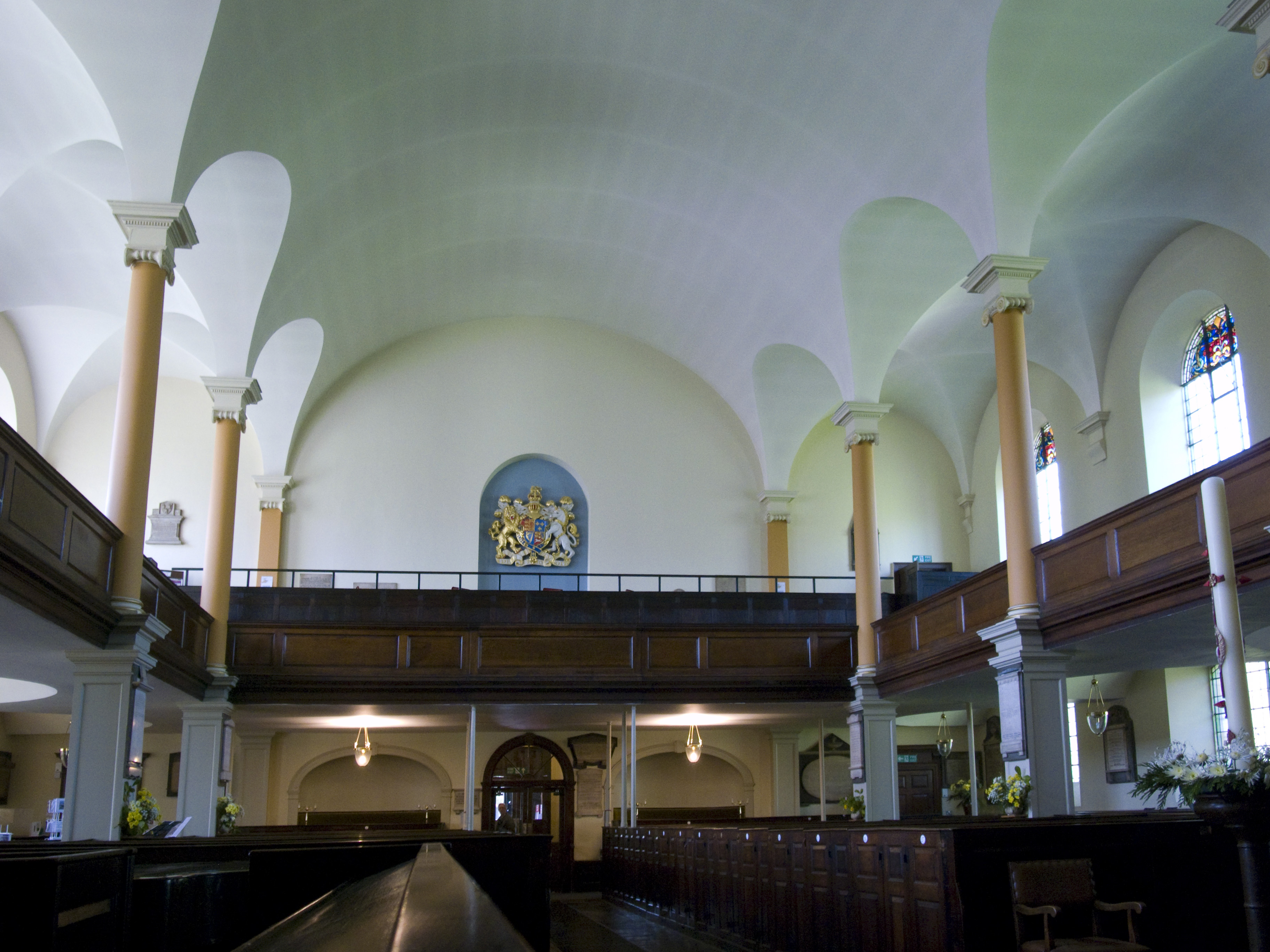
Blick auf die Emporen

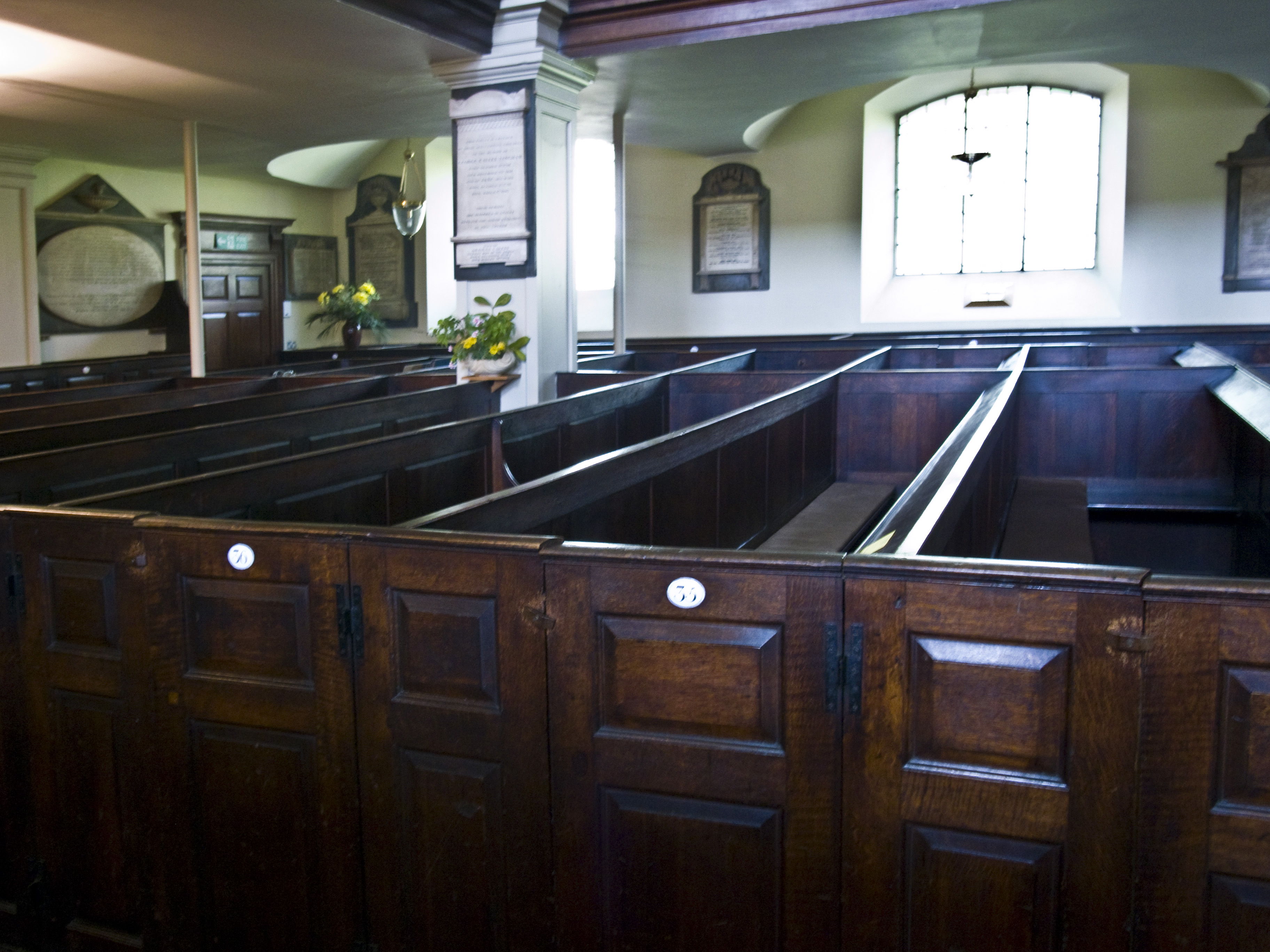
Blick durch den Kirchenraum

St Paul’s Church ist eine Kirche der Church of England, die sich auf dem georgianischen St Paul’s Square im Jewellery Quarter, Birmingham, England, befindet.

## Geschichte
Die als Grade I eingestufte, denkmalgeschützte Kirche wurde von Roger Eykyn aus Wolverhampton entworfen. Der Bau begann 1777 auf dem Land des Anwesens Newhall, das durch dessen Besitzer Charles Colmore bereitgestellt wurde. Die Segnung der St Paul’s Church erfolgte 1779. Die Kirche wurde von Fabrikanten und Händlern genutzt, die ihre eigenen Sitzplätze in der Kirche erwarben. Unter ihnen waren auch Matthew Boulton und James Watt.
Die Kirche mit rechteckigem Grundriss ist eine Emporenhalle mit Stichkappentonne über dem Mittelschiff und Kreuzgratgewölben über den Seitenschiffen, ähnlich St. Martin-in-the-Fields-Kirche in London. Nach schwerem Bombenschaden im Zweiten Weltkrieg wurden die Gewölbe 1949–'51 in ihrer Grundform wiederhergestellt, jedoch ohne Zierrat. 
Der Kirchturm wurde im Jahr 1823 durch Francis Goodwin errichtet.

## Ausstattung

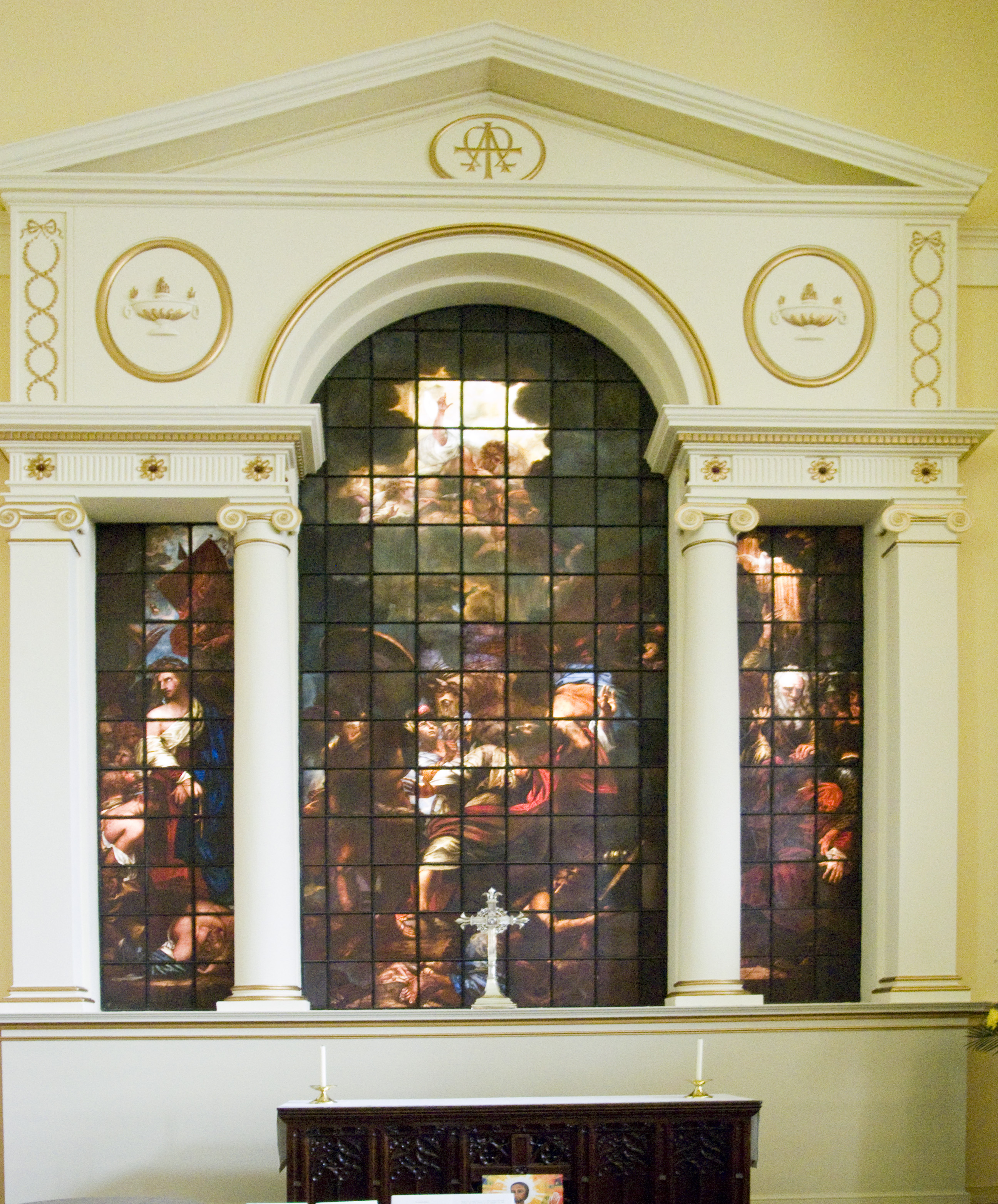
Das Ostfenster – Die Bekehrung des Paulus

### Ostfenster
Das Ostfenster zeigt eine emaillierte Glasmalerei, die 1791 von Francis Eginton erstellt wurde. Das Fenster zählt zu den bekanntesten Werken Egintons und stellt eine Umsetzung eines 1786 von Benjamin West gemalten Triptychons auf Glas dar. Es zeigt die Bekehrung des Paulus. Das Original des Altarbildes von John West befindet sich heute im Dallas Museum of Art in den Vereinigten Staaten.

### Orgel
In der Kirche werden wegen der besonderen Akustik häufig Konzerte abgehalten, darunter auch das monatlich stattfindende Orgelkonzert „Thursday Live“ des Organisten Paul Carr.
Die erste nachgewiesene Orgel in St Paul’s Church wurde 1830 von James Bishop errichtet. Sie befand sich auf der Empore an der Westseite der Kirche. Banfield vergrößerte die Orgel 1838 und baute ein neues Schwellwerk ein. Bevington and Sons überholten und vergrößerten die Orgel 1871 und überarbeiteten sie erneut 1897. 1927 wurde das Instrument durch Conacher Sheffield & Co. umfangreich überholt und an ihre heutige Position gesetzt. Zu diesem Zweck wurde das Gehäuse stark angepasst. Die Flügel mussten entfernt werden und dienen nun zusammen mit einigen Kirchenbanktüren als Teil der Abschlusswand der Nordempore. Die Seitentürme passten jedoch nicht in die Ausformung am Fuß der Nordarkaden. Daher wurde das gesamte Gehäuse erhöht, sodass die Konsolen der Seitentürme die Ausformungen ausgleichen. Dadurch hätte allerdings das Gesims der Seitentürme mit den Arkadenkapitellen kollidieren können. Dieses wurde daraufhin entfernt.
Durch Kriegs- und Wetterschäden befand sich die Orgel 1953 in einem schlechten Zustand. So war das Rückpositiv der Orgel gänzlich durch Bomben zerstört. 1964 statteten Hill, Norman & Beard die Orgel mit je zwei Manualen und Pedalen aus. Diese Orgel ist noch heute in Betrieb und erfuhr 1996 einige Änderungen der Spielhilfen. Die Orgel verfügt über verschiedene mechanische und elektropneumatische Trakturen sowie über einen Pfeifenstock mit unterschiedlichen Stimmumfängen. Die Orgelpfeifen bestehen zum Teil aus den Original-Pfeifenreihen von Bishop, einigen Orgelpfeifen aus dem Bestand von Hill, Norman & Beard, die 1964 eingebaut wurden, und einem teilweise erneuerten Register, dem „Great Stopped Diapason“.
| I Great C–c4 |                  |       |
| 1.           | Open Diapason I  | 8′    |
| 2.           | Open Diapason II | 8′    |
| 3.           | Stopped Diapason | 8′    |
| 4.           | Dulciana         | 8′    |
| 5.           | Principal        | 4′    |
| 6.           | Twelfth          | 2 ⁄3′ |
| 7.           | Fifteenth        | 2′    |
| 8.           | Mixture II       |       |
| 9.           | Trumpet          | 8′    |

| II Swell C–c4 |                |     |
| 10.           | Open Diapason  | 8′  |
| 11.           | Clarabella     | 8′  |
| 12.           | Salicional     | 8′  |
| 13.           | Voix Celestes  | 8′  |
| 14.           | Principal      | 4′  |
| 15.           | Lieblich Flute | 4′  |
| 16.           | Mixture III    |     |
| 17.           | Contra Oboe    | 16′ |
| 18.           | Cornopean      | 8′  |
| 19.           | Clarion        | 4′  |
|               | Tremulant      |     |

| Pedal C–g1 |               |     |
| 20.        | Open Diapason | 16′ |
| 21.        | Bourdon       | 16′ |
| 22.        | Principal     | 8′  |
| 23.        | Gedeckt       | 8′  |
| 24.        | Fifteenth     | 4′  |
| 25.        | Bassoon       | 16′ |

Zu den Organisten der Kirche zählen James Stimpson (1842–????), Thomas Munden und George Hollins.

## Glocken
Zum 250-jährigen Jubiläum der St. Martin’s Guild of Church Bell Ringers wurde ein neues Geläut aus zehn Glocken installiert und am 25. November 2005 offiziell in Gebrauch genommen. Zuvor wurden drei Glocken genutzt. Die Bassglocke der St Paul’s Church wiegt 641 kg.